# Raiamas kheeli
Raiamas kheeli är en fiskart som beskrevs av Stiassny, Schelly och Ulrich K. Schliewen 2006. Raiamas kheeli ingår i släktet Raiamas och familjen karpfiskar. IUCN kategoriserar arten globalt som otillräckligt studerad. Inga underarter finns listade i Catalogue of Life.